# Krabban med guldklorna

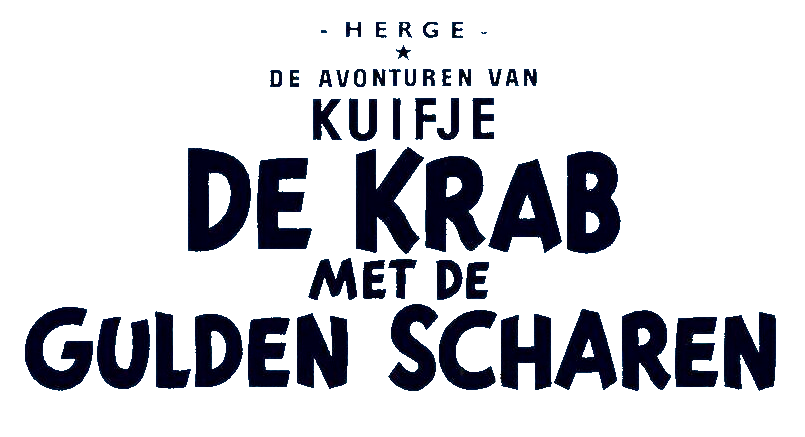
Krabban med guldklorna på nederländska

Krabban med guldklorna (franska: Le Crabe aux Pinces d'Or) är det nionde i en serie klassiska seriealbum, skrivna och illustrerade av belgiske serietecknaren Hergé, vars huvudperson är unge reportern Tintin. I serien introduceras figuren Kapten Haddock. 
Först publicerad som svart-vit följetong med början 17 oktober 1940 i Le Soir Jeunesse, en barnbilaga till Le Soir som på sin tid var en av Bryssels största dagstidningar. Pappersbristen under ockupationen gjorde att bilagan krympte i storlek för att sedan helt upphöra 3 september 1941. Den 23 september samma år fortsatte serien inne i huvudtidningen med en enda rutstripp om dagen, 17x4 centimeter i storlek i stället för som tidigare breda ut sig på två helsidor i veckan, och avslutades den 18 oktober 1941. Samma år utkom den även som seriealbum. Albumet översattes 1970 för första gången till svenska och ingick i Illustrationsförlagets utgivning som Tintin-album nummer 17.

## Synopsis
Berättelsen börjar med mystiska förfalskade mynt och konstiga burkar med krabbkött. På en bit av etiketten från en konservburk, som hittas hos en drunknad sjöman står texten Karaboudjan. Hos den drunknade hittas också falska mynt. Tintin och Dupondtarna besöker skeppet Karaboudjan och medan styrman Allan pratar med Dupondtarna, kommer en av skurkarna och slår ned Tintin med en batong och låser in honom i lastrummet. Sedan ljuger Allan och säger att Tintin har lämnat fartyget, varvid Dupondtarna går sin väg. Efter att skeppet lagt ut lyckas Tintin ta sig loss genom att lura en av skurkarna. Åtföljd av Milou hittar han konservburkarna med krabba och upptäcker att de innehåller opium. Styrman Allan och hans kumpaner leder ett internationellt narkotikasyndikat från fartyget.
På fartyget träffar Tintin kapten Haddock, som förklarar sig vara ovetande och tröstar sig med whisky. Den berusade kaptenen och Tintin flyr i en av livbåtarna men blir beskjutna av ett sjöflygplan. Tintin lyckas skadeskjuta flygplanet, och när piloten landar för att laga felet övermannar och binder Tintin honom. Tintin och Haddock tar planet och flyger iväg mot Spaniens kust.
Inne i planet hittar Haddock en whiskyflaska, super sig full och slår Tintin medvetslös med tomflaskan, och planet havererar i Saharas öken. Planet börjar brinna och piloten undkommer då hans rep brinner av. Tintin och Haddock börjar gå genom öknen, plågade av törsthallucinationer. Till slut svimmar de av törsten men hittas av en ökenpatrull som har sett röken från det havererade flygplanet.
På ökenfortet blir de väl mottagna och får höra att Karaboudjan tros ha gått under med man och allt i stormen. Tintin ber att en patrull ska hjälpa dem tillbaka till kusten. Under ritten genom öknen anfalls de av beduiner. När beduinerna skjuter sönder Haddocks sista whiskyflaska blir han så förbannad att han anfaller dem under höga skrik, vilket skrämmer bort dem. Det visar sig dock att det var en patrull från ökenfortet som skrämde iväg beduinerna, inte Haddocks utbrott.
Efter flera dagars ritt kommer de till den marockanska hamnstaden Bagghar. Tintin får av en slump syn på styrman Allan och kommer bort från Haddock. Haddock går ner till hamnen och får se fartyget Djebel amilah. Den berusade kaptenen börjar skrika och gapa om att det är Karaboudjan som har bytt namn. Allt skrikande gör att han arresteras av polisen men en besättningsman på fartyget har känt igenom Haddock och varskor styrman Allan. Haddock kidnappas.
Inne bland de trånga gränderna i staden har Tintin träffat Dupondtarna. De tar reda på att köpmannen Omar ben Salaad som är leverantör av konservburkar med krabbkött. Tintin klär ut sig till tiggare och i källaren hos Ben Salaad hittar han först krabburkar och sedan kapten Haddock, styrman Allan och hans kumpaner. Under det handgemäng som uppstår lyckas styrman Allan undkomma och flyr i en motorbåt. Tintin hoppar också i en motorbåt och tar upp jakten och lyckas övermanna Allan.

## Filmatisering
År 1947 fick den stop motion-animerade långfilmen Krabban med guldklorna, baserad på serien premiär. Filmen blev en av Belgiens allra första animerade filmer.
År 2011 filmatiserades albumet igen tillsammans med Enhörningens hemlighet under titeln Tintins äventyr: Enhörningens hemlighet.

## Tintins persongalleri – Återkommande figurer
I detta album förekommer kapten Haddock för första gången. Även styrman Allan Thompson som återkommer i bland annat Koks i lasten och Plan 714 till Sydney.

## Övrigt
När Tintins äventyr först publicerades i Sverige fick kapten Haddock dricka kalasmust och piratolja i stället för whisky, rom och andra barnförbjudna drycker som ej ansågs lämpliga för den tidens målgrupp. I början av äventyret nämns falska mynt, men denna gren av mysteriet glöms helt bort efter några sidor.
När Krabban med guldklorna skulle ges ut i Amerika fick Hergé order om att göra vissa ändringar. På sidan 18 har en man bundits fast vid en stol och får på nöten av styrman Allan. På sidan 53 låter en annan man kapten Haddock smaka spö under styrman Allans överinseende. Mannen på stolen på sidan 18 och mannen som utdelar piskrappen på sidan 53 var i originalversionen tämligen mörkhyade afrikaner av obestämt ursprung, men tecknades om efter ett villkorslöst krav från det amerikanska förlaget. Orsaken till detta var inte för att afrikanerna framställdes som skurkar eller några andra antirasistiska betänkligheter, utan helt enkelt för att utgivaren inte kunde tänka sig att publicera serier med rasblandning. En annan detalj är sekvensen i livbåten när kaptenen hittat en flaska rom i nödprovianten. I den censurerade versionen sjunker innehållet i flaskan i bild efter bild utan något synbart orsakssammanhang, i originalversionen syns kapten Haddock vällustigt bälga i sig av den begärliga spriten. Även detta ändrat på uppmaning av den amerikanska utgivaren. Det är den censurerade amerikanska versionen som givits ut i albumform i Sverige.
Eftersom historien ursprungligen fick plats på 58 sidor lade Hergé till fyra helsidesbilder som ursprungligen var färgplanscher för att komma upp i standardformatet 62 sidor. Bland dessa återfinns den kända omarbetade helsidesbilden med Tintin, kapten Haddock och flygplanet på det öde havet.